# Lobochilotes labiatus
Lobochilotes labiatus es una especie de peces de la familia Cichlidae en el orden de los Perciformes.

## Morfología
Los machos pueden llegar alcanzar los 36,8 cm de longitud total.

## Alimentación
Come moluscos bivalvos, cangrejos y otros invertebrados

## Depredadores
Es depredado por Perissodus microlepis y Plecodus straeleni.

## Hábitat
Vive en zonas de clima tropical  entre 24 °C-27 °C de temperatura.

## Distribución geográfica
Se encuentran en África: es una especie  endémica del lago Tanganika.